# Thief (2014年のゲーム)
『Thief』（シーフ）はアイドスが開発し、スクウェア・エニックスより2014年に発売されたコンピュータゲーム。
「スクウェア・エニックス・エクストリームエッジ」レーベルからリリースされる国内ローカライズ作品で、PlayStation 4・PlayStation 3・Xbox One・Xbox 360のマルチプラットフォームである。2023年2月を以ってスクウェア・エニックスからの販売を終了したが、以降は各パブリッシャーにてダウンロード版の販売が継続されている。
キャッチコピーは「WHAT'S YOURS IS MINE（お前のものは俺のもの）」。

## 概要
本作は前作『Thief: The Deadly Shadows』から約10年ぶりの新作であり、『Thiefシリーズ』の「新たな第1作（リブート）」である。
ドラマパートのアニメーションは日本の3DCG・アニメ制作会社ポリゴン・ピクチュアズが担当した。
旧シリーズとの明確な繋がりは無いが、各所にある文書の情報では旧シリーズの数百年後の出来事であることが示唆されている。

## イントロダクション
“シティ”と呼ばれるその都市は、無慈悲な“男爵”によって支配されていた。怒れる市民達は指導者オリオンと共に革命集団“グレイヴン”を結成し抑圧に反抗していた。二つの勢力の戦いは、“マスターシーフ”ギャレットにとって混乱に乗じる機会にすぎないはずだったが…。
ある日、友人であるバッソの依頼を受けたギャレットは元弟子のエリンと共にノースクレスト男爵の屋敷へと忍び込む。しかし屋敷の中では怪しげな儀式が執り行われており、危険を感じたギャレットは引き上げようとするも、反対したエリンとの揉み合いの末、エリンは天窓から落ちて儀式のエネルギーに取り込まれ、ギャレットも落下の衝撃で気を失ってしまう。
ギャレットが目を覚ますと1年の時が流れており、シティは「グルーム病」と呼ばれる謎の疫病に蝕まれ、その姿を変貌させていた。

## 登場人物
ギャレット
声：中村悠一
本作の主人公。神業を持つ盗賊。
普段は寡黙で冷静な性格だが、バッソに対しては軽いジョークを言ったりもする。弓を始めレンチ・カミソリ・カッターなどを巧みに扱う他、エリンが愛用していた鉤爪を使いこなす。余程の事がない限り人を殺さないことを信念としている為、エリンのやり方には度々苦言を呈していた。しかし内心では常にエリンの事を気にかけており、彼女の盗賊としての素質は認めている。
エリン
声：小清水亜美
ギャレットの元弟子である若き女盗賊。目的の為なら殺人も厭わない性格で、ギャレットから離反したのもその意見の相違による。男爵の屋敷でも障害となる警備員を平然と殺して進む様子から、ギャレットに得物の鉤爪を盗み取られる。その後、男爵の屋敷で行われていた怪しげな儀式に巻き込まれて行方不明となる。
バッソ
声：白熊寛嗣
保安総監
声：岸野幸正
物乞いの女王
声：谷育子
盲目の老婆。
オリオン
声：高岡瓶々
抑圧に苦しむ市民達の指導者。
イライアス・ノースクレスト男爵
声：森山周一郎
シティを支配する、無慈悲な男爵。